# Antonio Kébreau
Antonio Thrasybule Kébreau, né à Port-au-Prince le 11 novembre 1909 et mort le 13 janvier 1963 à Pétionville, est un général et homme d'État haïtien qui fut chef d'état-major de l'Armée puis président de la République (par intérim) entre le 14 juin et le 22 octobre 1957.
À la suite de la destitution du président en exercice, Daniel Fignolé, contraint à l'exil moins de trois semaines après son entrée en fonction, Kébreau forme le 14 juin 1957 un Conseil militaire de gouvernement qu'il préside, assisté par les colonels Émile Zamor et Adrien Valville. Il organise en septembre 1957 des élections générales qui permettent à un ancien ministre du gouvernement de Dumarsais Estimé, le docteur François Duvalier, d'être élu à la présidence de la République. Le conseil se dissout à l'arrivée au pouvoir de Duvalier, le 22 octobre 1957, quatre mois plus tard.
Sous le régime duvaliériste, Kébreau est nommé ambassadeur à l'étranger. Il meurt le 13 janvier 1963. Certaines sources estiment qu'il a été empoisonné sur les ordres de Duvalier.

## Carrière militaire
Né à Port-au-Prince en 1909, il fait ses études au Petit Séminaire Collège Saint-Martial avant s'engager dans l'armée et d'entrer à l'Académie militaire à 21 ans. C'est là qu'il fait la connaissance de Paul Magloire, futur général et président de la République, avec lequel il se lie d'amitié. Sous la présidence de ce dernier, Kébreau est fait capitaine. En 1956, il devient colonel puis général. 

Le colonel Antonio Kébreau.

À la suite de la démission de Paul Magloire et de l'amnistie décrétée en 1956, Kébreau est nommé commandant du département militaire du Sud. Un climat d'agitation sociale et d'instabilité politique s'ensuivit entre décembre 1956 et juin 1957, cinq gouvernements provisoires se succédèrent, le parlement fut dissous et des factions de l'armée continuèrent à s'affronter.

## Coup d'État
Daniel Fignolé, président provisoire de la République depuis le 25 mai, est renversé le 14 juin par une junte militaire qui a exigé sa démission et l'a fait embarquer dans la nuit à bord d'une unité de garde-côte vers les États-Unis. Le général Kébreau, chef d'état-major de l'armée depuis la destitution du général Cantave, a donné lecture d'une proclamation annonçant la prise de pouvoir par un comité exécutif militaire dont il est le président. Ses deux autres membres sont le colonel Émile Zamor et le lieutenant-colonel Adrien Valville. Les titulaires des départements ministériels sont tous des militaires. L'état de siège est déclaré sur tout le territoire haïtien. 
Le général Kébreau a déclaré que la mission du comité exécutif militaire est de ramener à tout prix le calme et la paix dans le pays, puis d'organiser des élections libres.

## Élection de 1957

Le général Kébreau en 1957.

Candidat présidentiel aux élections qui devaient avoir lieu en avril, puis reportées au 16 juin, Fignolé était soupçonné de vouloir se passer de la consultation et s'assurer le pouvoir en s'appuyant sur les masses populaires de la capitale parmi lesquelles sa popularité est grande et que ses discours démagogiques enflamment rapidement. Ce sont ces entreprises que les militaires, certainement approuvés par les candidats présidentiels rivaux de Fignolé, ont voulu déjouer. 
Le candidat du PUN, François Duvalier fit campagne avec un programme populiste qui visait à flatter la majorité noire en s'appuyant sur une stratégie noiriste opposée à l'élite des mulâtres représenté par Louis Déjoie. Le gouvernement Kébreau soutient le programme nationaliste et favorise la victoire de Duvalier.  
Le candidat communiste, Clément Jumelle, accusa l'armée de favoritisme et retira sa candidature juste avant l'élection. Il recueillit néanmoins près de 10 000 voix. Les élections présidentielles furent organisées le 22 septembre 1957 par Kébreau. François Duvalier fut élu avec 69,1 % des voix, son principal adversaire Louis Déjoie ne recueillant que 28,3 %. 
À la suite de l'investiture du nouveau président François Duvalier, Louis Déjoie dut s'exiler à Cuba, Clément Jumelle prit le maquis pendant deux ans puis se réfugia à l'ambassade de Cuba où il mourut le 11 avril 1959, enfin l'ancien président Paul Magloire fut également contraint de s'exiler.

## Duvaliérisme et mort
Après son installation au pouvoir le 22 octobre, Duvalier nomma Kébreau pour un mandat de six ans à la tête de l'Armée haïtienne. 
Dès le départ, François Duvalier imposa une politique répressive en éloignant les officiers peu fiables de l’armée, en interdisant les partis d’opposition, en instaurant l'état de siège et en exigeant du Parlement l’autorisation de gouverner par décrets (31 juillet 1958). Le 8 avril 1961, il prononça la dissolution du Parlement.
Quelque temps après, Duvalier demanda à Kébreau de procéder à l'arrestation de vingt officiers soupçonnés de trahison. Mais ce dernier refusa et, le 12 mars 1958, il fut limogé et remplacé à la tête de l'Armée par Maurice Flambert. 
Néanmoins, Kébreau, partisan de la politique duvaliériste, est nommé ambassadeur au Vatican par Duvalier en janvier 1959. En 1961, il devient ambassadeur d'Haïti en Italie. Un an après, il revient en Haïti où il est reçu avec faste au Palais national par la famille Duvalier. Le lendemain, le 13 janvier 1963, Kébreau meurt à Pétionville. Cinq jours plus-tard, Kébreau reçut des obsèques nationales en présence des dirigeants de l'Armée et de la famille Duvalier. Certains soupçonnent François Duvalier d'avoir fait éliminer son ancien allié, jugé trop menaçant pour son propre pouvoir. 